# Montserrat (ort)
Monserrat är en ort i Spanien.   Den ligger i provinsen Província de València och regionen Valencia, i den östra delen av landet, 290 km öster om huvudstaden Madrid. Monserrat ligger 197 meter över havet och antalet invånare är 4 091.
Terrängen runt Monserrat är huvudsakligen platt, men åt sydväst är den kuperad.Runt Monserrat är det ganska tätbefolkat, med 80 invånare per kvadratkilometer. Närmaste större samhälle är Torrent, 13,9 km nordost om Monserrat. Trakten runt Monserrat består till största delen av jordbruksmark.